# Piccola marcia funebre del Signor Maestro Contrappunto
La Piccola marcia funebre del Signor Maestro Contrappunto (anche Marche funèbre del Signor Maestro Contrapunto e Marcia in do minore per pianoforte K 453a; in tedesco Kleiner Trauermarsch C-Moll) è una composizione di Wolfgang Amadeus Mozart. Scritta a Vienna nella primavera del 1784 per l'allieva Barbara Ployer, restò lungamente ma erroneamente esclusa dal Catalogo Köchel.

## Descrizione
È una marcia funebre nella forma della marcia lulliana, composta cioè di due ritornelli di otto misure ciascuno, in 2/2 e in do minore. Ha tempo lento e ritmo ora puntato ora sincopato, con un basso raddoppiato in ottava e una frequente alternanza di forte e piano cui corrispondono staccato (semplice) e legato.
Al titolo scherzoso in lingua italiana non pare corrispondere il carattere raccolto e grave della melodia, paragonabile a quello della più celebre Musica funebre massonica composta da Mozart l'anno seguente nella stessa tonalità. Secondo alcuni invece la bizzarria del titolo suggerisce la natura faceta del componimento, che sarebbe in realtà un'autoparodia del precedente Concerto n. 16; altri però lo ritengono inverosimile.